# 陈仓区
陈仓区是中国陕西省宝鸡市所辖的一个市辖区。总面积为2577平方公里，常住人口約48万人。区人民政府駐虢鎮街道人民街6號。

## 历史沿革
宝鸡古称陈仓，为陈仓一名之起源。

建国后，归宝鸡地区管辖，名为宝鸡县。
1971年10月，撤销宝鸡地区，设立宝鸡市（地级），宝鸡县属之

2003年3月，经国务院批准，撤销宝鸡县，设立宝鸡市陈仓区。

## 地理位置
陈仓区横跨宝鸡市中部、西部地区，陕西省西部、关中平原西部，相当于宝鸡市的郊区。

## 人口
宝鸡市第七次全国人口普查公报显示：陈仓区常住人口为479179人，男性人口占比51.41%，女性人口占比48.59%，年龄结构中0-14岁占比15.6%，15-59岁占比61.86%，60岁以上占比22.54%，65岁以上占比15.58%。
2002年，全区人口为65万人。

## 经济
2019年陈仓区经济整体不景气，地区生产总值为214.40亿元，同比上涨0.5%。其中重工业生产总值大幅度下滑，这是陈仓区2019年经济不景气的主要原因之一。

## 行政区划
陈仓区下辖3个街道办事处、15个镇：
虢镇街道、东关街道、千渭街道、阳平镇、千河镇、磻溪镇、天王镇、慕仪镇、周原镇、贾村镇、县功镇、新街镇、坪头镇、香泉镇、赤沙镇、拓石镇、凤阁岭镇和钓渭镇。